# Траутш, Хайнц
Хайнц Траутш (нем. Heinz Trautsch; род. 2 октября 1927 года, г. Вайда район Грайц, Тюрингия, Германия) — отставной генерал-лейтенант Национальной народной армии ГДР.

## Биография

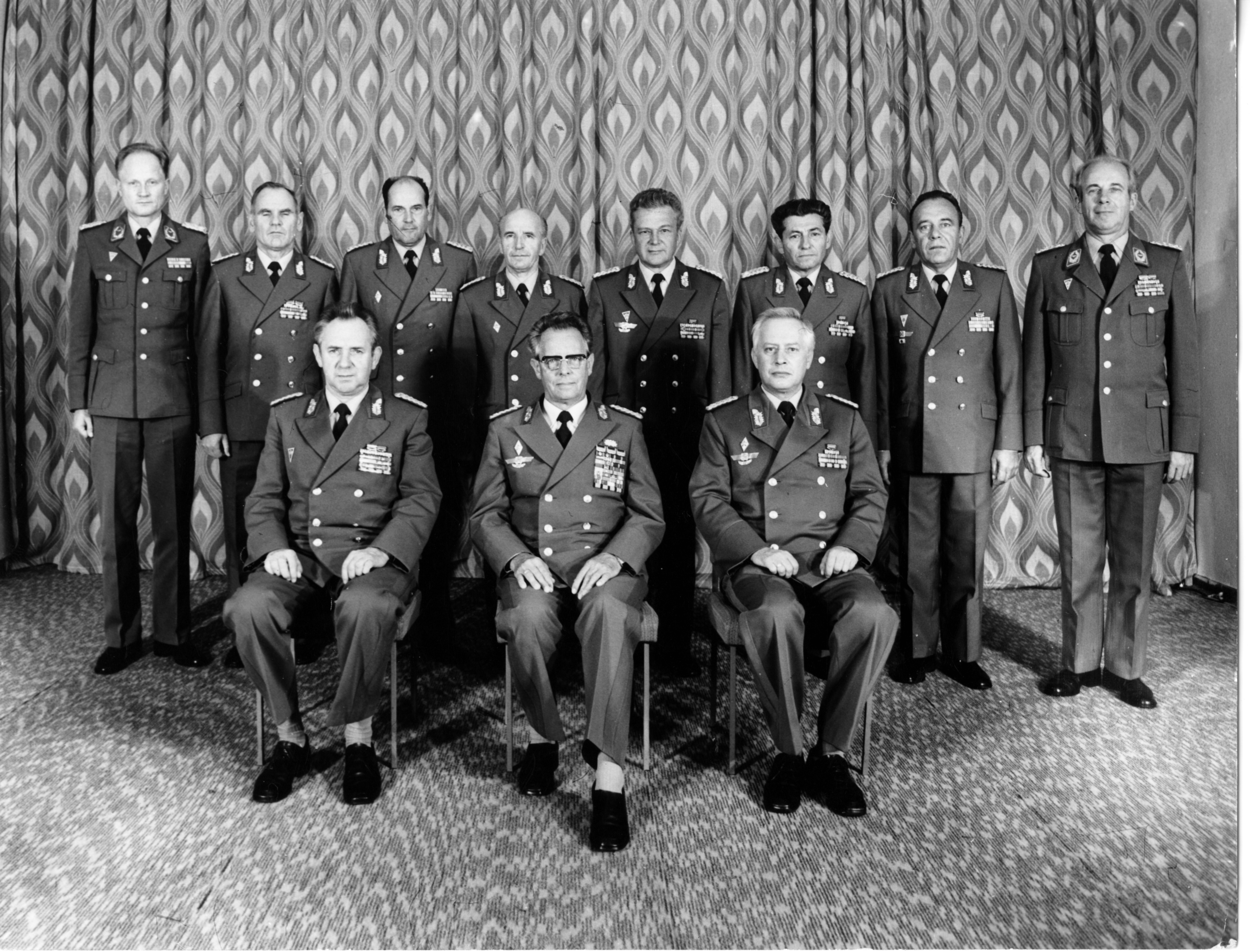
Хайнц Траутш (стоит 4-й слева) среди командующих войсками ВВС/ПВО ГДР, 1986 год.

Хайнц Траутш родился 2 октября 1927 года в г. Вайда район Грайц, Тюрингия, Германия в рабочей семье. После окончания неполной средней школы поступил на службу в Имперскую службу труда. В Германии, с июня 1935 года каждый немецкий юноша должен был проходить шестимесячную трудовую повинность, предшествовавшую военной службе. В 1944 году, после окончания службы в этой национал-социалистической организации, поступил пехотинцем на службу в Вермахт. После поражения и безоговорочной капитуляции Германии Х. Траутш попал в английский плен, из которого вскоре был освобожден.
Вернувшись из плена, Х. Траутш в 1945 году стал членом Коммунистической партии Германии КПГ, а в 1946 году вступил в ряды Социалистической единой партии Германииа. До 1949 года зарабатывал на жизнь, работая разнорабочим, шофером.
В августе 1949 года пошел на службу в вооруженные силы ГДР, закончил в 1950 году школу народной полиции. После сдачи экзаменов в коле был направлен на службу командиром артиллерийского батальона.  С 1951 по 1952 год проходил обучение в зенитной артиллерийской школе в Пиннуве. По окончании учебы, до 1955 года, оставался работать в школе преподавателем.  С 1957 по 1958 год был первым заместителем командующего 1-й дивизии зенитной артиллерии ГДР, впоследствии переименованной в 1-й отдел противовоздушной обороны ВВС/ПВО.
С 1958 по 1959 год проходил обучение в военных учебных заведениях противовоздушной обороны в СССР.  После возвращения Х. Траутша в ГДР, он до 1961 года служил командиром учебно-тренировочного батальона войск ВВС/ПВО. В эти годы в ГДР создавались ракетные войска и Х. Траутш в 1961 году был назначен заместителем командующего войсками ПВО.
В 1968 году был направлен на учебу в СССР. Учился c 1968 по 1971 год в  Военной ордена Ленина Краснознамённой ордена Суворова академии Генерального штаба Вооружённых Сил СССР имени К. Е. Ворошилова ( ныне Военная академия Генерального штаба Вооружённых сил Российской Федерации.
С 1972 по 1981 год Хайнц Траутш служил заместителем начальника ВВС/ПВО страны. 1 марта 1974 года ему было присвоено звание генерал-майора, а 1 марта 1981 года — звание генерал-лейтенанта. С этого времени и до отставки Хайнц Траутш занимал должность заместителя начальника войск ВВС/ПВО ГДР.
31 декабря 1987 года генерал-лейтенант Траутш был уволен в связи с достижением предельного для его звания возраста.

## Награды
- Орден «За заслуги перед Отечеством» (ГДР)
- Боевой орден «За заслуги перед народом и Отечеством»
- Медаль за заслуги ГДР
- Медаль за заслуги Национальной народной армии